# Јарослав Пап
Јарослав Пап (Лалић, 7. јул 1957 — Специјални резерват природе Горње Подунавље, 16. август 2021) био је српски фотограф.

## Биографија
У родном месту је завршио основну школу а средњу фотографску школу „Ђорђе Зличић” у Новом Саду.
Фотографијом се професионално бави од 1984. године. Прво је радио у редакцији новосадског "Дневника", испрва као приправник-фоторепортер да би напредовао до позиције уредника фотографије.
За новинску агенцију Танјуг ради од 2013. а од 2018. Пап ради за Радио телевизију Војводине.
Као фотограф и сниматељ је испратио преврат у Румунији крајем осамдесетих, ратна збивања у Источној Славонији, Барањи западном Срему почетком деведесетих и агресију НАТО алијансе на СР Југославију 1999. године. Истакнуте светске новинске агенције су емитовали преко 1000 ауторских фотографија Јарослава Папа из ратних сукоба и преврата.
Пап је био специјализован и посвећен фотографији снимања природе, примарно у АП Војводини. Стотине његових фотографија биљака и животиња објавили су страни часописи. По фотографија биљног и животињског света је био професионално препознат у иностранству.
Током каријере је имао више од 60 самосталних изложби.
Он био је оснивач Фотографског покрета „Фото лов” која је окупљала младе фотографије.
Културни центар Војводине „Милош Црњански” издао је 2020. године монографију „Војводина – четири годишња доба”.
Меморијална изложба фотографија посвећена Јарославу Папу отворена је у Покрајинском заводу за заштиту природе марта 2022.

## Лични живот
Био је ожењен Ксенијом Пап са којом је имао сина Андреја, који је такође фотограф.

## Награде
- Прва награда за фото-репортажу из Румуније о паду Н. Чуашескуа ("Дневник" 1990)[1]
- Прва награду за спортску фотографију године у Југославији (Танјуг, 1996)[1]
- Друга награда за фото-репортажу "НАТО бомбардовање" (Прес центар Војске Југославије 1999)[1]
- Прва награда на конкурсу "Екологија" за фотографију тровање Тисе цијанидом ("Дневник" 2001)[1]
- Прва награда за фотографију године у категорији "Природа" за "Кошутин скок" (Агенција Бета, 2006)[1]
- Награда "Фотографија године" за најдуховитију фотографију (Агенција Бета, 2008)[1]
- Награде "Златна Ника" за фото-репортаже "Јутро, шума, рика" и "Поплаве на Дунаву 2013" (Фестивал новинарске репортаже ИНТЕРФЕР, 2012. и 2013)[1]
- Награда "Зелени лист" (Радио Београд и Покрет горана Војводине, 2014)[1]
- Фоторепортска награда поводом Дана Танјуга (2017)[1]
- Награда "Златно перо" (Друштво новинара Војводине, 2017)[1]
- Прва награда за колекцију фотографија "Живот у Еврорегији Дунав-Криш-Мориш-Тиса" (2017)[1]
- Октобарска награда града Новог Сада (постхумно)[3]